# Joseph et Elias Suraqui
 (août 2010).
Joseph et Elias Suraqui sont deux frères architectes ayant exercé principalement à Casablanca. Le premier est né à Alger le 15 janvier 1895 et mort à Paris 16e le 25 mars 1975 . Le second est né à Oran le 17 septembre 1893 et mort à Lyon le 24 janvier 1977.

## Biographie
Architectes non diplômés, mais membres de la Société française des architectes, Joseph et Elias Suraqui commencent leur carrière à Casablanca de 1923 à 1950, puis séparément jusqu'en 1955. Joseph Suraqui est géomètre diplômé de l'Union professionnelle des bâtiments de France.
Elias Suraqui est le fondateur de la Soupe populaire pour enfants de Casablanca qui a fonctionné de 1941 à 1964 et qui recueillait 300 enfants défavorisés par an du mellah.
Joseph est inhumé au cimetière du Montparnasse (division 1).

## Principales réalisations
Les principales réalisations sont :
- Immeuble Gallinari, 1924, Bd Mohammed V / ex-de la gare, Casablanca ;
- Villa Violetta, 1929, Bd Moulay Youssef, Casablanca (bâtiment protégé) ;
- Immeuble Hassan et De la Salle, 1928, Square Gentil, Casablanca (en association avec D. Gimenez)[4] ;
- Immeuble Coriat, 1929, 58 rue de l'aviateur Coli, Casablanca.